# Léon Vuillemain
Léon Aimé Germain Vuillemain (Mogador, 22 marzo 1915 – Digione, 10 ottobre 1974) è stato un militare e aviatore francese,  asso dell'aviazione accreditato di 11 vittorie confermate e 4 probabili durante il corso della seconda guerra mondiale. Decorato con la Croce di Commendatore della Legion d'onore, e della Croix de guerre 1939-1945 con più palme..

## Biografia

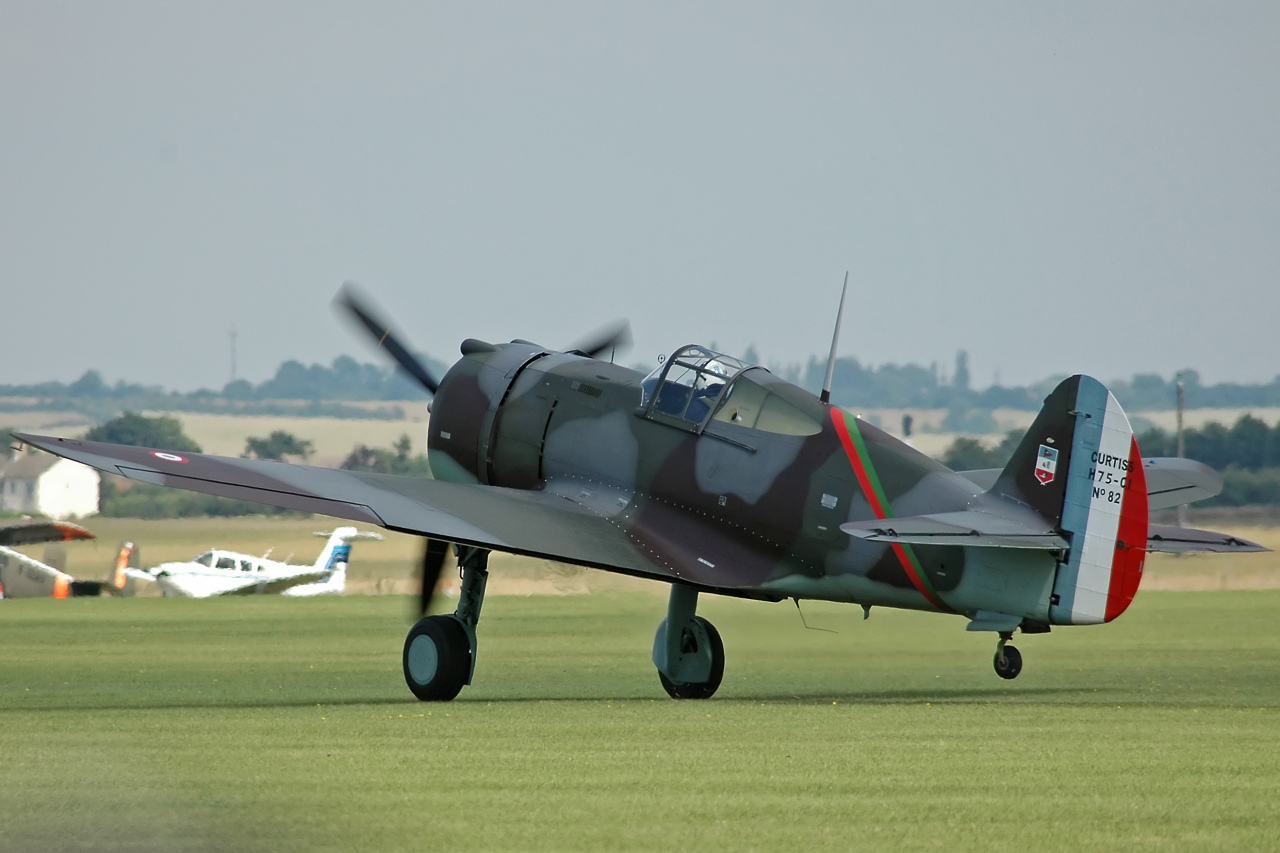
Un caccia Curtiss H-75 dell'Armée de l'air.

Nacque il 22 marzo 1915 a Mogador, in Marocco, figlio di Léon e di Jeanne Faux. Il 24 agosto 1935 si arruolò nell'Armée de l'air presso il 5° Battaglione aeronautico, frequentò poi la Scuola di volo civile di Bourges ottenendo il brevetto di pilota il 5 dicembre. Il 1 giugno 1936 fu assegnato alla Scuola di volo civile di Royan per la durata di sei mesi. Brevemente assegnato alla Base Aerea 115 di Evreux-Fauville, fu trasferito alla 5éme Escadre de Chasse il  2 maggio 1937, raggiungendo il GC II/5 a Lione-Bron il 12 dello stesso mese. Il 3 settembre 1937 fu trasferito al GC I/5 sulla Base Aerea 112 di Reims in qualità di sottufficiale. Allo scoppio della seconda guerra mondiale, nel settembre 1939, il suo reparto era equipaggiato con i caccia Curtiss H-75 Hawk e nel corso della Strana guerra fu promosso sergente maggiore.
Il 10 maggio 1940 iniziò la battaglia di Francia, e in quello stesso giorno conseguì la sua prima vittoria aerea, abbattendo un bombardiere Dornier Do 17 sul cielo di Suippes. Il giorno dopo distrusse un bombardiere Heinkel He 111 del III./KG 53 su St Mihiel, e il 15 un ricognitore Henschel Hs 126 su Vendresse. Il giorno 18 abbatté 2 bombardieri He 111 del II./KG 55 uno su Rethel e uno su Laon/Soisson, e il giorno dopo un altro He 111 su Attigny. Il giorno 18 distrusse altri due He 111, uno su Bolt aux Bois e uno su  Chatillon sur Bar. Il 3 giugno 1940 distrusse un ricognitore Hs 126, ultima vittoria prima della firma dell'armistizio con la Germania.
Il 20 giugno fu evacuato in Nord Africa, assegnato con il suo reparto in servizio presso l'aeroporto di Rabat, in Marocco. Il 26 gennaio 1941 ebbe uno scontro a fuoco con aerei britannici ricevendo alcuni proiettili. Il 5 febbraio 1941, in compagnia del sottotenente Rouquette, intercettò un velivolo da trasporto Junkers Ju 52/3m spagnolo che sorvolava senza autorizzazione le acque territoriali francesi al largo di Casablanca. I due piloti francesi costrinsero il velivolo ad atterrare a Rabat con un morto a bordo, un incidente diplomatico che non ebbe conseguenze. Insieme ad altri piloti abbatté un bombardiere britannico Vickers Wellington il 28 agosto 1942 al largo di Port Lyautey.
Dopo l'inizio dell'Operazione Torch, e il conseguente schieramento delle forze francesi a fianco degli Alleati, combatté a fianco degli americani. Nell'agosto 1943 il suo reparto venne equipaggiato con i caccia Bell P-39N Airacobra eseguendo missioni di pattugliamento sul Mediterraneo. Il 13 settembre abbatté un bombardiere Junkers Ju 88 al largo di Orano. Fu promosso maresciallo capo il 1 dicembre 1943, venne assegnato in servizio al GC II/2  "Berry" in Gran Bretagna. Il 29 gennaio 1944 lasciò Algeri a bordo della nave Strathmore, raggiungendo successivamente Liverpool. Fu promosso sottotenente il 25 giugno 1944. Con i Supermarine Spitfire del GC II/2  "Berry", reparto al comando di Jean Accart, prese parte alle operazioni per la liberazione della Francia.
Dopo la fine della guerra lavorò presso il centro sperimentale (CEV) di Marignane fino al marzo 1946, per poi passare al Gruppo di Addestramento e Collegamento Aereo 87 (GAEL 87) di Villacoublay. Nel 1947 partì per il Marocco, assegnato in qualità di istruttore alla Scuola caccia di Meknès. Fu promosso capitano il 1 ottobre 1948, ricoprì un incarico presso il centro di comando ed intervento aereo a Casablanca. A causa di problemi di salute, tornò in Francia riprendendo servizio attivo nel gennaio 1954 presso il gruppo di risorse generali della base di Reims. Ripartì per il Marocco, a Fez, nel 1958. Il 26 gennaio 1961 ritornò definitivamente nella Francia continentale, dove il suo nuovo incarico fu presso il centro di addestramento per controllori delle operazioni e controllori della sicurezza aerea a Digione. Promosso tenente colonnello il 22 marzo 1962, lasciò il servizio attivo nel corso di quell'anno. Si spense a Digione il 10 ottobre 1974.